# Émile Lemonnier

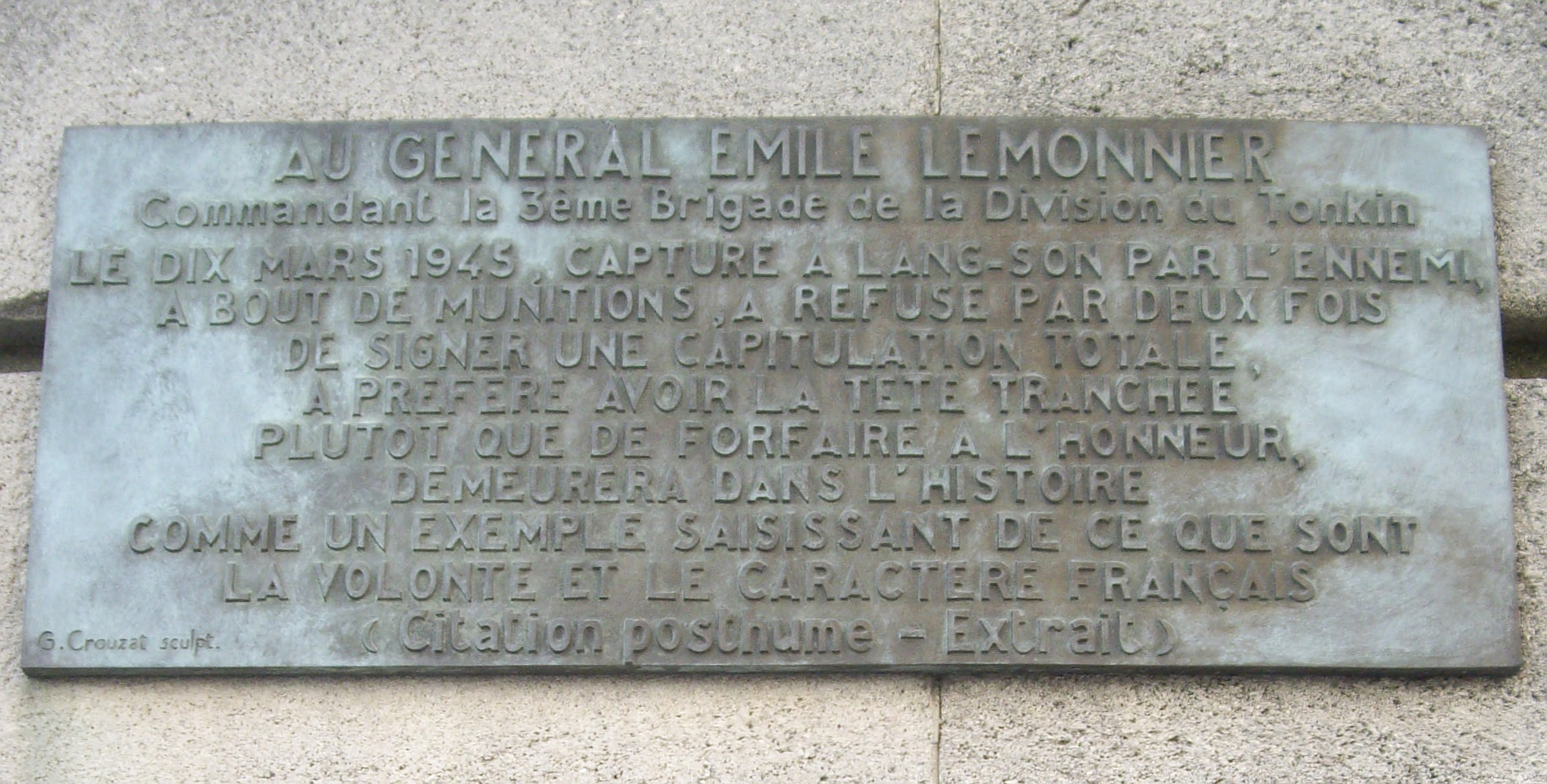
Gedenktafel für Émile Lemonnier in Paris

Émile-René Lemonnier (* 18. November 1893 in Château-Gontier; † 12. März 1945 in Lang Son, Französisch-Indochina) war ein französischer Général de brigade in den Kolonialtruppen.

## Leben
Lemonnier wurde 1893 als Sohn eines Sattlers geboren. Er erhielt eine höhere polytechnische Schulbildung und wurde 1914 als Sous-lieutenant dem 25e régiment d’artillerie zugeteilt. Während des Ersten Weltkriegs wurde er verwundet. 1918 meldete er sich zu den Kolonialtruppen.
Lemonnier wurde 1945 beim japanischen Vormarsch in der französischen Kolonie Indochina bei der Verteidigung von Lang Son durch japanische Soldaten ermordet. Lemonnier und der Zivilgouverneur der Stadt wurden in Sichtweite der Verteidiger geköpft, nachdem sie sich geweigert hatten, diesen die Kapitulation zu befehlen.
1950 wurden seine sterblichen Überreste in seine Heimatstadt überführt
Das Camp Lemonnier in Dschibuti sowie die Avenue de Général-Lemmonier im 1. Arrondissement in Paris wurden nach Émile Lemonnier benannt.